# Рамач Михайло Юрійович
Ра́мач Миха́йло Ю́рійович (серб. Mihal Ramač; нар. 16 серпня 1951, пом. 13 травня 2023) — сербський та русинський журналіст, перекладач, поет, телесценарист.

## З біографії
Народився 16 серпня 1951 року в місті Руський Крстур (Югославія).
Здобув фах історика на філософському факультеті у Новому Саді.
Протягом трьох років навчався в Українській малій семінарії у Римі.
Професійний журналіст із 1975 року. Його редакція могла вільно передплатити «Тайм», «Ньюзвік», «Шпіґель», «Панораму». Безкоштовно отримували «Правду», «Литературную газету», «Огонёк» та купу безглуздих публікацій з Москви, яка тратила шалені гроші на «глупу пропаганду». Покоління М. Рамача відверто глузувало з московської пропаганди. Рівень життя був вищим від польського.
З 1999 року був постійним оглядачем сербської газети «Данас», згодом — її головним редактором (лютий 2006–2009). Був головним редактором щоденних видань «Наша борба» і «Войводина». Постійний дописувач «Радіо Свобода» (з 1998 року) і агенції Укрінформ.
Володів русинською, сербською, англійською, італійською, українською, польською, словацькою, перекладав з латини і давньогрецької. Дописував до періодичних видань сербською та українською мовами; перекладає та пише поезію русинською.
Член Національної Спілки письменників України.
Жив і працював у Сербії.
За спогадами Михайла Рамача, його покоління не бачило Йосипа Броза Тіто диктатором. Диктаторами були Брєжнєв, Чаушеску, лідери країн за «залізною завісою». Батьки, вчителі з дитинства говорили, що за «залізною завісою» — комуністичне лихо, Югославія — інша.

## Відзнаки
Лауреат літературних і журналістських премій імені Светозара Милетича (за книжку політичних есе сербською мовою «По той бік мрій»), Светозара Марковича і Станіслава Сташа Маринковича (2002). 
З нагоди 15-ї річниці незалежності України у 2006 році нагороджений орденом князя Ярослава Мудрого V ступеня.

## Творчість
Автор:
- трьох книг — політичних есе про Югославію й Сербію,
- шести поетичних книжок.[2] Серед них, збірки поезій для дітей «Лібретто за одне літо», «Казка про скрипаля і скрипку» й «Шибеник між зорями».
- перекладів творів Т. Шевченка, І. Франка, Лесі Українки, М. Рильського, О. Гончара, В. Сосюри, П. Тичини та інших українських письменників русинською мовою.[2]